# Alexis Segris
Alexis Émile Segris, né à Poitiers le 4 mars 1811, mort à Weggis (Suisse) le 7 septembre 1880, est un avocat d'affaires au barreau d'Angers (Maine-et-Loire) et homme politique français.

## Biographie
Après avoir été élève du lycée Louis-le-Grand à Paris, il suit des études de droit à Poitiers.
En 1837, clerc d'avoué à Paris, il s'inscrit au barreau d'Angers puis devint bâtonnier de l'ordre en 1847. Adjoint au maire d'Angers en 1851 et conseiller général du canton nord-est d'Angers en 1852, il se présente, comme candidat officiel au Corps législatif, le 27 novembre 1859, dans la 1re circonscription de Maine-et-Loire (Angers), et est élu député en remplacement de Duboys, nommé premier président.
En 1863, il est secrétaire du conseil général de Maine-et-Loire, dont le président est Charles Louvet et le vice-président Gustave Bucher de Chauvigné.
Segris siège dans la majorité dynastique, dont il est un des orateurs les plus distingués, se prononce contre l'abrogation de la loi de sûreté générale, appuie le gouvernement à propos de l'expédition du Mexique, et, réélu le 1er juin 1863 et le 24 mai 1869, est le constant approbateur du gouvernement impérial, qu'il suit dans son évolution libérale à la fin du règne. L'empereur avait pensé à lui, en 1867, pour le portefeuille de l'Intérieur.
En 1870, signataire de l'interpellation des 116, Segris reçoit, lors de la formation du cabinet Émile Ollivier, le portefeuille de l'Instruction publique, qu'il garde jusqu'au 13 avril. Le nouveau ministre nomme une commission de hautes études dont la présidence est conférée à Guizot, révoque Le Verrier de ses fonctions de directeur de l'Observatoire, adressa en avril une circulaire aux préfets, relativement au service de l'instruction primaire, ferma pour un mois l'École de médecine, à la suite de manifestations qui s'y étaient produites contre le professeur Tardieu, et fut appelé, le 14 avril, à succéder à Buffet comme ministre des Finances. Ce fut à ce titre qu'il fut chargé, au mois d'août suivant, de l'émission de bons du Trésor pour financer l'extension de crédits demandée par le ministère de la guerre et par le ministère des colonies et de la marine après la déclaration de guerre à la Prusse.
Contraint de quitter le pouvoir le 8 août, en même temps qu'Émile Ollivier, il reprend, après le 4 septembre, sa place au barreau et ses fonctions de juge suppléant au tribunal d'Angers.

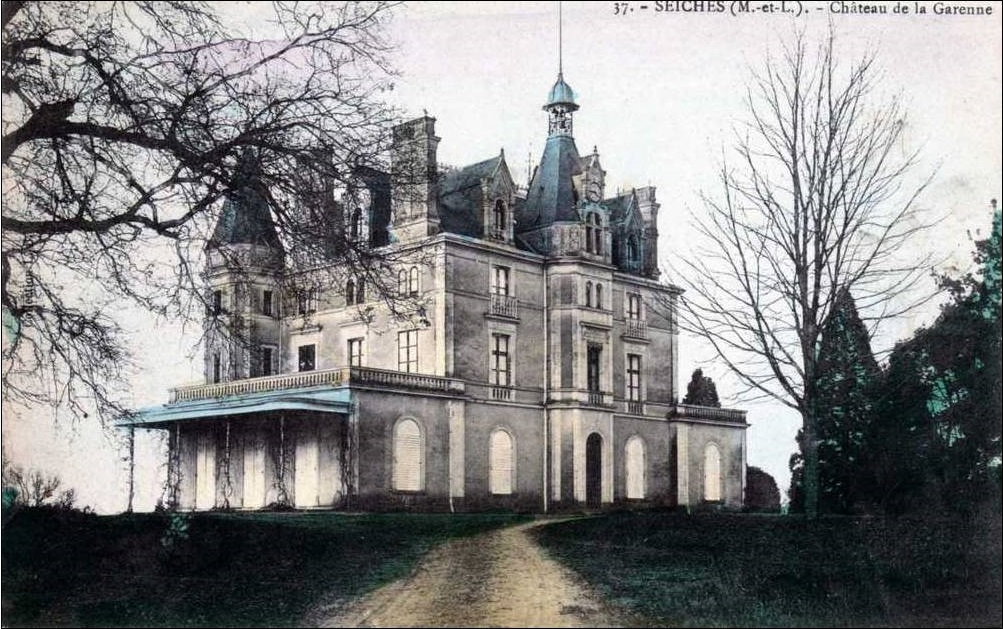
Château de la Garenne, propriété d'Alexis Segris en 1860

Il est inhumé à Seiches-sur-le-Loir, commune ou il était propriétaire du Château de la Garenne, depuis 1860.
Marié à Elisa Avenant en 1837, Alexis Émile Segris est le père de :
- Émile (1838-1917), industriel-filateur à Angers, marié à la fille de Max Richard ;
- Marguerite (1846-1911), épouse de Désiré Richou, banquier et président du tribunal de commerce d'Angers.

Sa sœur épousa Ernest Cesbron.

## Fonctions
- Député du Maine-et-Loire du 27 novembre 1859 au 4 septembre 1870
- Ministre de l'Instruction publique du 2 janvier 1870 au 14 avril 1870 dans le Gouvernement Émile Ollivier
- Ministre des Finances du 14 avril 1870 au 10 août 1870 dans le Gouvernement Émile Ollivier

## Décoration
- Commandeur de l'Ordre national de la Légion d'honneur le 4 août 1867[4].

## Sources
- Éric Anceau, Dictionnaire des députés du second Empire, P.U.R., 1999.
- « Alexis Segris », dans Adolphe Robert et Gaston Cougny, Dictionnaire des parlementaires français, Edgar Bourloton, 1889-1891 [détail de l’édition]